# Kötelezőkalkulátor
Az Országgyűlés a kötelező gépjármű-felelősségbiztosításról a 2009. évi LXII. törvényt alkotta, mely kimondja a gépjárművek biztosítási kötelezettségét.
4. § (1)36 Minden magyarországi telephelyű gépjármű üzemben tartója köteles – a külön jogszabály alapján mentesített gépjárművek kivételével – az e törvény szerinti biztosítóval a gépjármű üzemeltetése során okozott károk fedezetére, az e törvényben meghatározott feltételek szerinti biztosítási szerződést kötni, és azt díjfizetéssel hatályban tartani (biztosítási kötelezettség).

## 1959. évi IV. törvény XLV. fejezete a biztosításról az alábbiak szerint rendelkezik

### A felelősségbiztosítás (559. §)
(1) Felelősségbiztosítási szerződés alapján a biztosított követelheti, hogy a biztosító a szerződésben megállapított mértékben mentesítse őt olyan kár megtérítése alól, amelyért jogszabály szerint felelős.
(2) A biztosító a megállapított kártérítési összeget csak a károsultnak fizetheti; a károsult azonban igényét közvetlenül a biztosító ellen nem érvényesítheti. A biztosított csak annyiban követelheti, hogy a biztosító az ő kezéhez fizessen, amennyiben a károsult követelését ő egyenlítette ki.
(3) A biztosítót a károsulttal szemben a biztosított szándékos vagy súlyosan gondatlan magatartása sem mentesíti. A szándékos károkozás, továbbá a súlyos gondatlanságnak a szerződésben megállapított eseteiben azonban követelheti a biztosítottól a kifizetett biztosítási összeg megtérítését, kivéve ha a biztosított bizonyítja, hogy a károkozó magatartás nem volt jogellenes.
(4) A biztosított és a károsult egyezsége a biztosítóval szemben csak akkor hatályos, ha azt a biztosító tudomásul vette, a biztosított bírósági marasztalása pedig csak akkor, ha a biztosító a perben részt vett, a biztosított képviseletéről gondoskodott, vagy ezekről lemondott.

## Kötelezőkalkulátor
A kötelező gépjármű-felelősségbiztosítás kalkulátora segítségével kiszámolhatja a KGFB díját, illetve megkötheti a biztosítási szerződést. A kalkulátor használata rendkívül egyszerű. Néhány fontos adat megadásával a rendszer kiszámolja a biztosítási díjat. A biztosítók eltérő díjakkal dolgoznak a felelősségbiztosítások tekintetében. Érdemes körülnézni a piacon, és kikalkulálni, hol a legkedvezőbbek a díjak. Ezt csak különböző biztosítási díjkalkulátorok segítségével lehet megtenni.
A kalkulátornak az alábbi adatokat szükséges megadni:

### Adatbetöltés
- Adatmegadás formája / Központi nyilvántartóból | kézi kitöltés /
- Forgalmi rendszám
- Forgalmi engedély száma

### Alapadatok
- Biztosításkötés oka
- Előzmény
- Kockázatviselés kezdete
- Előzményszerződés megszűnési dátuma
- KGFB-bónuszfokozat
- KGFB-szerződésen okozott károk száma
- Használat módja
- Irányítószám
- Jogállása
- Születési idő
- A biztosított jármű fajtája
- Rendszáma
- Alvázszáma
- Forgalmi engedély száma
- Gyártmánya
- Típusa
- Hengerűrtartalom
- Részletes típusleírás
- Teljesítmény
- Gyártás éve
- Teherbírás (kg)

### Díjak
Díjfizetés módja, díjfizetés gyakorisága, önrész.

### A szerződő adatai
- Kártörténeti rendszerazonosító
- Titulus
- Vezetéknév
- Keresztnév
- Születési neve
- Anyja neve
- Neme
- Születési idő
- Állampolgárság
- Forgalmi engedély szerinti lakhely irányítószáma
- Levelezési cím
- Bankszámlaszám
- Bankszámla-tulajdonos
- Mobiltelefonszám
- E-mail-cím

Az adatok megadását követően a kalkulátor kiszámolja az éves kötelező biztosítás díját. Megrendelés esetén egy rövid áttekintés, és a biztosítás meg is köthető.
Aki nem fizet időben, annak megszűnik a KGFB-szerződése. Utólag csak az eredeti biztosítójával állíthatja helyre a szerződést az autós, miután a biztosítás nélküli napokra kifizette a fedezetlenségi díjat. Ez jelentős összeg is lehet: az autó teljesítményétől függően napi 260–600 forint.